# Sennie Martin
Sennie «Skip» Martin (San Francisco, California; 25 de junio de 1957) es un músico estadounidense, que ahora vive en Las Vegas. Es vocalista principal, trompetista, compositor y productor que anteriormente fue vocalista principal de Kool & The Gang (1987-2007) y la Dazz Band. Antes de esos grupos, fue cantante principal de East Wind Band y luego fue cantante principal de Mighty Generation Band. Con Dazz Band ganó un Premio Grammy por la canción Let It Whip.

## Biografía
El amor de Martin por el jazz comenzó a los once años y aprendió trompeta. Más tarde ganó el premio "Solista de trompeta excepcional" en el Festival de Jazz de Monterey mientras estaba en la escuela secundaria. Su primer CD de jazz en solitario, "Miles High" incluye a Ronnie Laws, Wayman Tisdale, Al McKay, Rickey Lawson y Bruce Conte.
Con Kool & the Gang logró un disco de platino y con Dazz Band logró discos de platino y oro. En su carrera lanzó seis álbumes Top 100 consecutivos y dos sencillos Top 100. Martin también ha recibido un título honorario de Doctor en Música, premio Lifetime Achievement Award de la African American Music Association, Living Legend Award de la Black Music Academy.